# Лектор
«Ле́ктор» — український треш-метал гурт. Теми пісень — історичні факти про воєнні конфлікти. В цьому сенс назви — вокалісти ніби читають лекцію. Гасло гурту: «Щоб війна не повторювалася, її слід пам'ятати.»

## Історія гурту
Історія гурту Лектор почалася в Україні в місті Сіверодонецьк у 2002 році.
Основою її стилю послужив старий і улюблений учасниками групи thrash metal. Назва групи утворилась від слова «лекція», тобто людина, яка читає лекції (це щоб не плутали персонажем фільму «Мовчання ягнят», тому як до нього група не має відношення, ну хіба що в текстах іноді мовиться про канібалізм), у результаті вийшла така своєрідна лекція про війну (саме про війну співає гурт).
До складу на той час увійшли три учасники:
- Дмитро «Гвоздь» Гієвський — гітара, бас, ударні, клавішні (2002-)
- Ігор «Даймонд» Мацюк — вокал, семпли (2002-)
- Сергій «Металіст» Іванов — вокал, тексти, семпли (2002-)

Підштовхнуло на створення групи їх хобі, де вони розігрували військові баталії з пластилінових солдатів і картонних моделей танків.
Як можна відмітити, що група не комерційного плану і розрахована на специфічного слухача.

У тому ж 2002 року вони записали перше демо, яке називалося Лекция-1. Пластивойна. Вийшла така собі пародія на
справжню війну.

У лютому 2004 року 13-го числа (та ще і в п'ятницю), на презентації збірки Северодонецкий андеграунд в клубі «Мост» було відмічено перший виступ групи (де роль другого гітариста на себе узяв Віталій Рудик, ритм-гітара) разом з сіверодонецькими групами «Похоронное бюро»(в цей час група називається «Alcorhythm»), «Папа Боткин», «Люстра Ильича» і «Псалмодия».

У 2005 році Лектор переписує це демо вже в повноцінний альбом, який називається просто Пластивойна. У нім все змінюється на 50 % і помітно поліпшується звук, помітні домішки інших стилів з додаванням ембієнту. У записі цього альбому їм допомагає Віталій Рудик. Потім в цьому ж році продовжилися виступи: спочатку у себе в місті в рок-пабі «Мост» в одній обоймі з Shadows of Fate (Сіверодонецьк), Sarcophagus (Сіверодонецьк), Epicrise (Лисичанськ), Klafy Ferbent (Сіверодонецьк), Похоронное бюро, а потім в Харківському клубі «Форт» разом з Fatal Energy (Мелітополь), Flesh (Дніпропетровськ), Громада (Харків), і знову Похоронное бюро.

У 2006 році Лектор починає займатися своїм другим альбомом, до них приєднався ще один гітарист Олег Кузнєцов (він же «Кузя»), який написав музику для половини наступного альбому.

2007 рік ознаменувався для групи виходом свого другого альбому Пушечное мясо. Цей альбом жорсткіший і технічний і дедалі більше орієнтований на thrash. На жаль групу покидає гітарист Олег Кузнєцов і цей альбом дописується вже без нього. Художник, котрий малював обкладинку до цього альбому, — В'ячеслав «Склеп» Калюжин.

У 2008 році на пісню Горнила войны готовий кліп, це поки єдиний кліп. У жовтні цього ж року група стала до запису нового альбому, який вийде швидше за все вже в 2009 році. 

У березні 2009 року закінчений запис нового альбому, який був названий Колесо истории також на початку цього року ми виступили в клубі «Міст» вже з новою програмою разом p групами «Хлам» і «ТБ65М». Альбом Колесо истории присвячений війнам різного періоду часу, що проходили на території Росії, України, Білорусі.

## Дискографія
| Назва                 | Тип                | Рік  | Лейбл |
| --------------------- | ------------------ | ---- | ----- |
| Лекция-1. Пластивойна | Демо               | 2002 |       |
| Пластивойна           | Повноцінний альбом | 2005 |       |
| Пушечное мясо         | Повноцінний альбом | 2007 |       |
| Колесо истории        | Повноцінний альбом | 2009 |       |
| Диктатура истребления | Повноцінний альбом | 2011 |       |